# Inégalité de Berry-Esseen
Le théorème central limite en probabilité et statistiques établit que sous certaines conditions la moyenne d'échantillons, considérée comme une variable aléatoire, est distribuée selon une loi qui tend de plus en plus vers la loi normale lorsque la taille de l'échantillon augmente. L’inégalité de Berry-Esseen, connue aussi sous le nom de théorème de Berry-Esseen, essaie de quantifier la vitesse avec laquelle s'effectue la convergence vers la loi normale.

## Histoire
L'inégalité a été découverte par deux mathématiciens, Andrew C. Berry en 1941 et Carl-Gustav Esseen en 1942,. Ce dernier l'améliora avec d'autres auteurs plusieurs fois dans les décennies qui suivirent. En particulier, Irina G. Shevtsova affina en 2006 l'estimation de la constante C par rapport aux estimations données par Berry et Esseen,.

## Théorème simplifié

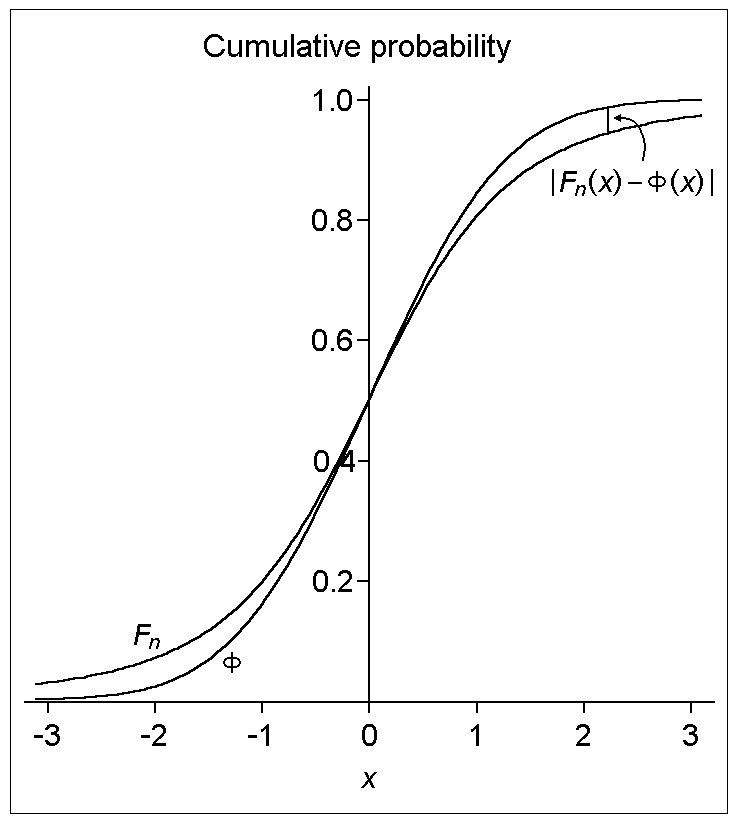
Illustration de la différence entre les courbes des fonctions de répartition à laquelle fait allusion le théorème.

Une des versions, sacrifiant la généralité à la clarté établit que :
Théorème — 
Il existe une constante C telle que si {\displaystyle X_{1},X_{2},\cdots ,X_{n}} sont des variables aléatoires indépendantes, identiquement distribuées, admettant des moments d'ordres de 1 à 3, d'espérance mathématique {\displaystyle \mathbb {E} [X_{i}]=0}, de variance {\displaystyle \operatorname {Var} (X_{i})=\mathbb {E} [X_{i}^{2}]=\sigma ^{2}>0} et {\displaystyle \mathbb {E} [|X_{i}|^{3}]=\rho <+\infty }, et si on note {\displaystyle Y_{n}={X_{1}+X_{2}+\cdots +X_{n} \over n}} la moyenne d'échantillon de ces variables, {\displaystyle F_{n}} la fonction de répartition de {\displaystyle {Y_{n}{\sqrt {n}} \over {\sigma }}}
et {\displaystyle \Phi } la fonction de répartition de la loi normale, alors pour tout x et pour tout n
Pour résumer, étant donné une suite de variables aléatoires indépendantes de distributions identiques, d'espérance nulle, d'écart type strictement positif, et de moment d'ordre trois fini, la fonction de répartition de la distribution des moyennes d'échantillonnage et celle de la loi normale diffèrent — écart vertical sur la figure ci-contre — de moins d'un nombre spécifique dont le comportement asymptotique à l'infini est de l'ordre de {\displaystyle {\underset {n\to +\infty }{O}}\left({\frac {1}{\sqrt {n}}}\right)}.

## Course au meilleur majorant
Les valeurs calculées de la constante C ont chuté rapidement au cours des années, en partant de la valeur originale de 7,59 d'Esseen, pour aboutir à 0,4784 de Asof en 2011, en passant par 0,7882 de Van Beek en 1972, puis 0,7655 par Shiganov en 1986, 0,7056 et 0,7005 par Shevtsova en 2007 et 2008, 0,5894 de Ilya Tyurin en 2009, 0,5129 par Victor Korolev et Shevtsova en 2009, puis 0,4785 par Tyurin en 2010.

## Théorème général
En 1941, Andrew C. Berry montra que si {\displaystyle X_{1},X_{2},\cdots ,X_{n}} sont des variables aléatoires indépendantes d'espérance mathématique {\displaystyle \mathbb {E} [X_{i}]=0}, de variances {\displaystyle \mathbb {E} [X_{i}^{2}]=\sigma _{i}^{2}>0} et de moments d'ordre 3 {\displaystyle \mathbb {E} [|X_{i}|^{3}]=\rho _{i}<\infty }. Si {\displaystyle S_{n}={X_{1}+X_{2}+\cdots +X_{n} \over {\sqrt {\sigma _{1}^{2}+\sigma _{2}^{2}+\cdots +\sigma _{n}^{2}}}}} est la n-ième somme partielle normalisée, {\displaystyle F_{n}} la fonction de répartition de {\displaystyle S_{n}}, et {\displaystyle \Phi } celle de la distribution de Laplace-Gauss, et si on note {\displaystyle {\vec {\sigma }}=(\sigma _{1},...,\sigma _{n}),\ {\vec {\rho }}=(\rho _{1},...,\rho _{n})}, il existe alors une constante {\displaystyle C_{1}} telle que pour tout n, {\displaystyle \sup _{x}\left|F_{n}(x)-\Phi (x)\right|\leq C_{1}\cdot \psi _{1},\ \ \ \ (2)}
où {\displaystyle \psi _{1}=\psi _{1}{\big (}{\vec {\sigma }},{\vec {\rho }}{\big )}={\Big (}{\textstyle \sum \limits _{i=1}^{n}\sigma _{i}^{2}}{\Big )}^{-1/2}\cdot \max _{1\leq i\leq n}{\frac {\rho _{i}}{\sigma _{i}^{2}}}}.
De même, et indépendamment de Berry, en 1942, Carl-Gustav Esseen démontra que pour tout n il existe une constante {\displaystyle C_{0}} telle que {\displaystyle \sup _{x}\left|F_{n}(x)-\Phi (x)\right|\leq C_{0}\cdot \psi _{0},\ \ \ \ (3)}
où {\displaystyle \psi _{0}=\psi _{0}{\big (}{\vec {\sigma }},{\vec {\rho }}{\big )}={\Big (}{\textstyle \sum \limits _{i=1}^{n}\sigma _{i}^{2}}{\Big )}^{-3/2}\cdot \sum \limits _{i=1}^{n}\rho _{i}}.
Il est facile de montrer que {\displaystyle \psi _{0}\leq \psi _{1}}. À cause de ces circonstances, l'inégalité (3) est par convention appelée l'inégalité de Berry-Esseen, et la quantité {\displaystyle \psi _{0}} est nommée fraction de Liapounov du troisième ordre. De plus, dans le cas où les variables {\displaystyle X_{i}} sont identiquement distribuées {\displaystyle \psi _{0}=\psi _{1}={\frac {\rho _{1}}{\sigma _{1}^{3}{\sqrt {n}}}}} et les bornes établies dans les inégalités (1), (2) et (3) coïncident.

## Minorant de C0
Concernant {\displaystyle C_{0}} la borne inférieure établie par Carl-Gustav Esseen en 1956 reste toujours valide
{\displaystyle C_{0}\geq {\frac {{\sqrt {10}}+3}{6{\sqrt {2\pi }}}}=0,4097\ldots }.